# Congrégation Notre-Dame d'Espérance
La Congrégation Notre-Dame d'Espérance est une congrégation catholique de moines bénédictins, fondée en 1966 à Croixrault, dans le département de la Somme, par le Père Henri-Marie Guilluy, moine bénédictin de l'abbaye Saint-Paul de Wisques. Elle a pour particularité d'accueillir éventuellement des personnes de faible santé.

## Vocation de la congrégation
La particularité de cette congrégation monastique est que les moines en bonne santé partagent leur vie avec les moines handicapés « pour que les forts désirent faire davantage, et que les faibles ne s'enfuient pas ». (règle de saint Benoît 64,19),.
Ainsi, l'objectif du fondateur, le Père Guilluy (1911-2008), moine bénédictin de l'abbaye Saint-Paul de Wisques depuis 1935, fut de mettre la vie monastique bénédictine à la portée de tous, les bien-portants comme les handicapés et de permettre aussi à ces derniers de devenir moines à part entière et de suivre la règle de saint Benoît dans la mesure qui leur est possible. 
La congrégation a été reconnue officiellement par l'État en 1977. D'abord « pieuse union », Notre-Dame d'Espérance est érigée en congrégation de droit diocésain par l'évêque d'Amiens le 2 février 1984, puis associée à l'ordre de Saint-Benoît (bénédictins), le 29 septembre 1990.

## Spiritualité
La règle suivie est celle de saint Benoît, « simplifiée quant à l'accessoire pour l'adapter aux possibilités physiques des membres, mais intégrale quant à l'essentiel » (Livre de Vie).
Dans l'esprit du père Charles de Foucauld, et pour pouvoir rendre un témoignage authentique de pauvreté évangélique, ces moines s'efforcent de vivre du produit de leur travail manuel. De plus, dans chaque communauté, les bâtiments doivent être modestes et l'ameublement très simple.
Également, la « petite voie » suivie et décrite par sainte Thérèse de Lisieux est au cœur de la spiritualité de cette congrégation.

## Implantations
(par ordre chronologique)
- Prieuré Notre-Dame d'Espérance de Croixrault, maison-mère et généralat de la congrégation;
- Prieuré Saint-Baptiste à Échourgnac en Dordogne, fondé en 1969 ;
- Prieuré Notre-Dame des Champs au Mas de Bouchaud à Arles, fondé en 1975 ;
- Abbaye-Prieuré Notre-Dame de la Grainetière aux Herbiers en Vendée, prieuré fondé en 1979 ;
- Prieuré Saint-Benoît à Chérence, dans le Val-d'Oise, fondé en 1986 ;
- Prieuré Saint-François-de-Sales à Évian (noviciat de la Congrégation), fondé en 1997.
- Prieuré Sainte-Thérèse-de-l'Enfant-Jésus à Rennes en Bretagne, fondé en 2020 dans l'ancien carmel[3] ;